# Мајкл Клесић
Мајкл Владимир Клесић (рођен 31. јула 1975) је амерички глумац.

## Рани живот
Клесић је рођен у Тарзани. Одрастао је углавном у Лос Анђелесу и похађао средњу школу Беверли Хилс у Беверли Хилсу. Завршио је глумачку школу Гилфорд у Енглеској.

## Каријера
Прве улоге су му стигле када је имао само 18 година играјући главне улоге у филмовима Откачена плавуша, Опасни умови и Форест Гамп.  1988. Клесић је добио улогу Хенрија Еванса у филму Добри син. Филм је одложен због недостатка средстава и Маколи Калкин је добио улогу у филму из 1993. 
Затим се повукао из глуме да би радио иза кулиса на бројним филмовима и ТВ емисијама. Након што је 2003. завршио глумачку школу Гилфорд, глумио је у филму Та дивна сплитска ноћ, који је режирао Арсен Антон Остојић. Наставио је да ради на филму Потомци са Алфонсом Куароном и добио је улогу кријумчара људи у Марфијевом закону.

## Филмографија

### Филм
| Година | Наслов                |
| ------ | --------------------- |
| 1995   | Откачена плавуша      |
| 2004   | Та дивна сплитска ноћ |
| 2005   | Минхен                |
| 2006   | Потомци               |

### Телевизија
| Година | Наслов                              |
| ------ | ----------------------------------- |
| 1995   | Њујоршки плавци                     |
| 2006   | Секунде до катастрофе               |
| 2008   | Оперативци                          |
| 2009   | Ред и закон: УК                     |
| 2013   | Црна листа                          |
| 2013   | Агенти Шилда                        |
| 2014   | Бесрамници                          |
| 2014   | Реј Донован                         |
| 2014   | Шкорпија                            |
| 2016   | Бруклин 9-9                         |
| 2021   | Морнарички истражитељи: Лос Анђелес |